# 神威岳 (札幌市)
神威岳（かむいだけ）は北海道札幌市南区にある山。標高983メートル。北海道百名山に選定されている。
山名の由来については諸説ある。
- アイヌ語の「カムイ・ヌプリ（神の山）」から[3]。
- アイヌ語の「キムン・カムイ（山の神）」すなわちヒグマから[3]。
- そもそもアイヌ語名は「プーネシリ」であって、「神威」はおそらく陸地測量班による[2]。
- 別名を「モンパー」という。「切り立った山」を意味する「モン・パーペンディキュラ」が縮まったものである[4]。
- 村上啓司の説によると、もとはアイヌ語で「エペシ（頭が岩崖）」だったのが「エボシ」と変化し、さらに隣の烏帽子岳に名前が移ったと推測されている[1]。

山体は岩がむき出しになった頂が凸字型にそびえる異様な姿をしている。烏帽子岳とは尾根続きで1キロメートルほど離れており、縦走も可能だが素人向きではない。
登山道は、南を流れる豊平川に架けられた百松橋から始まる。かつては西側の木挽沢コースで手ごろな沢登りが楽しめたが、定山渓ダムによって沢の標高400メートルまでが水没し、往時の魅力はなくなった。

## ギャラリー

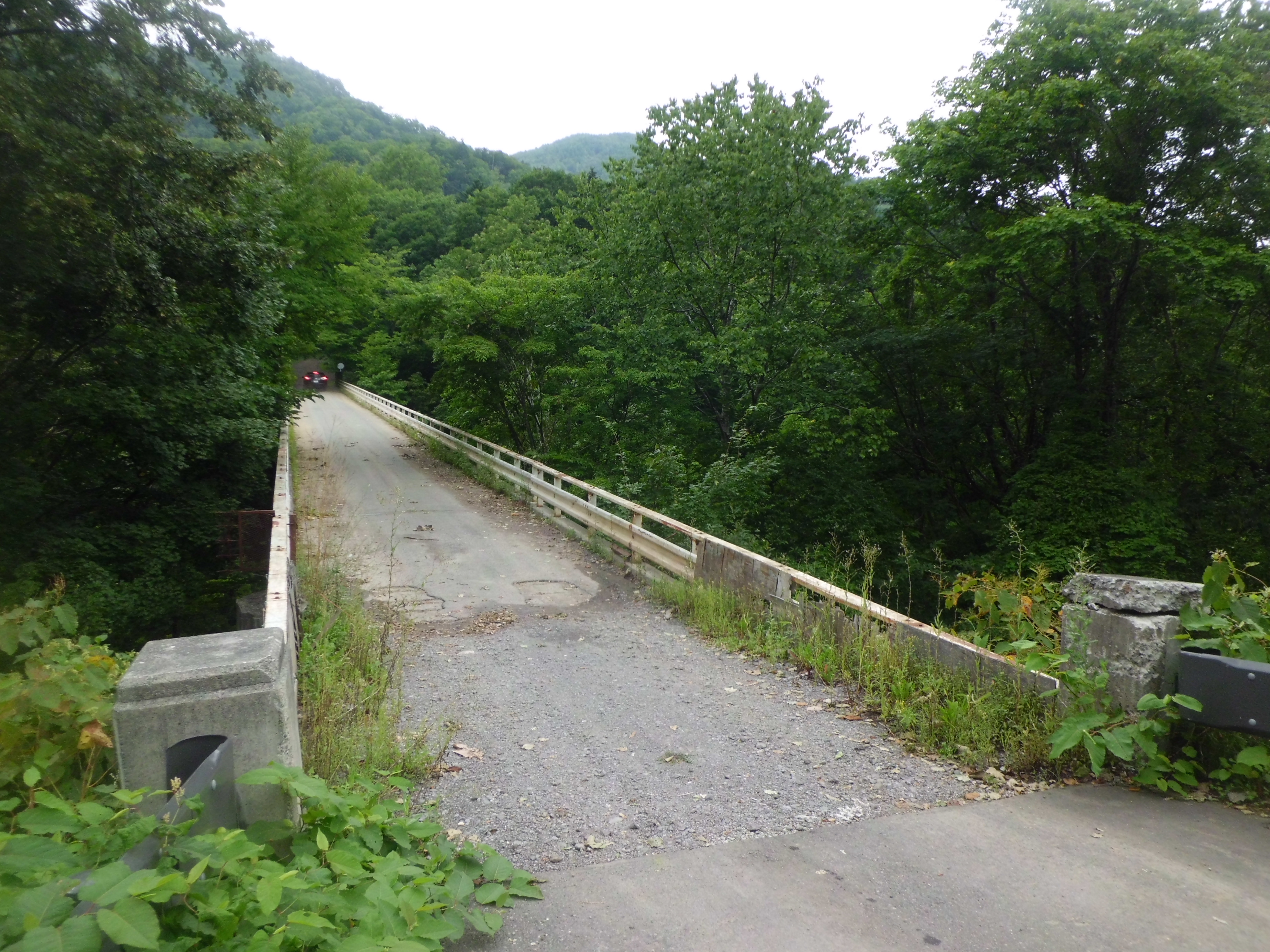
百松橋
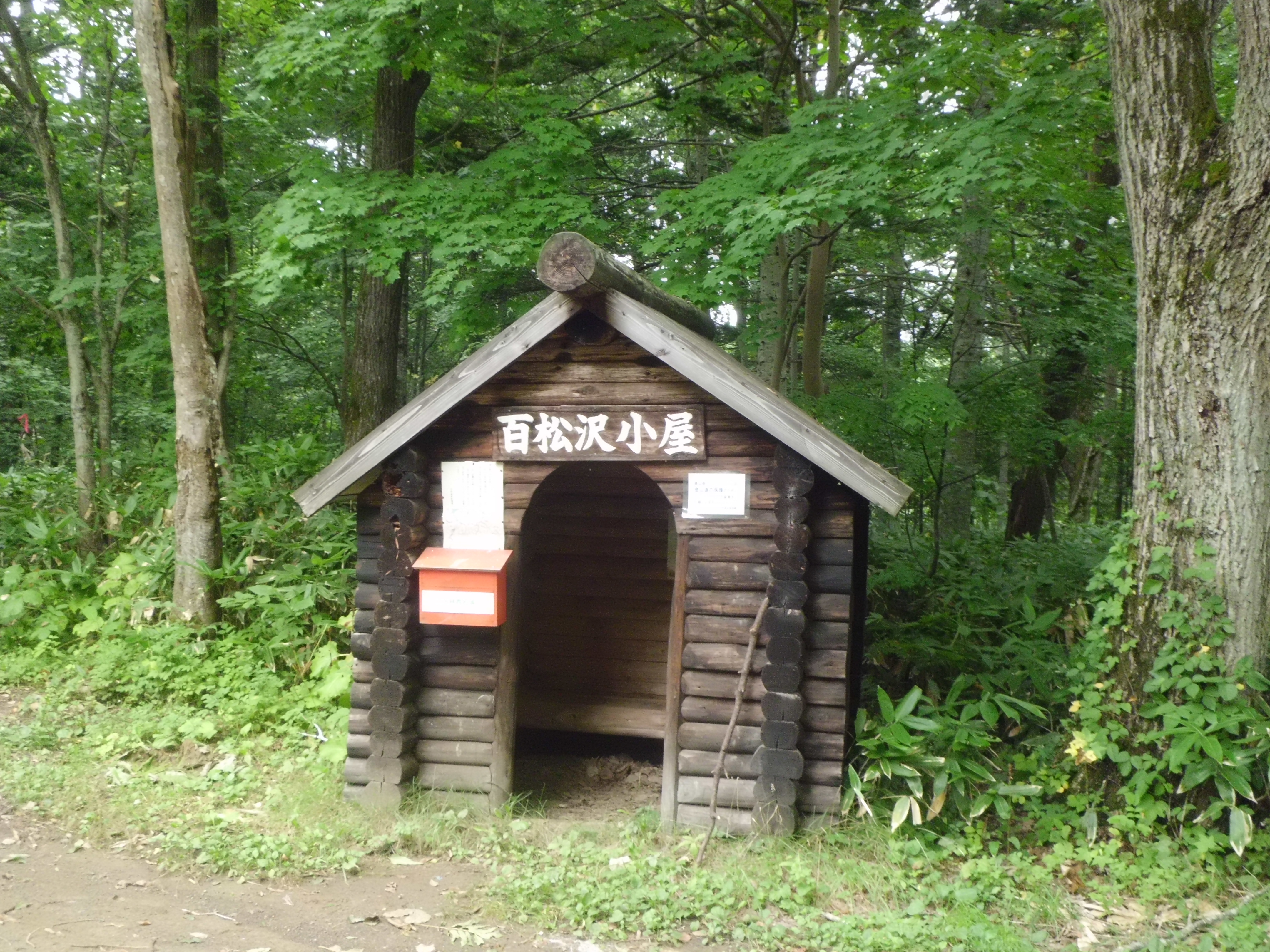
橋のたもとの百松沢小屋
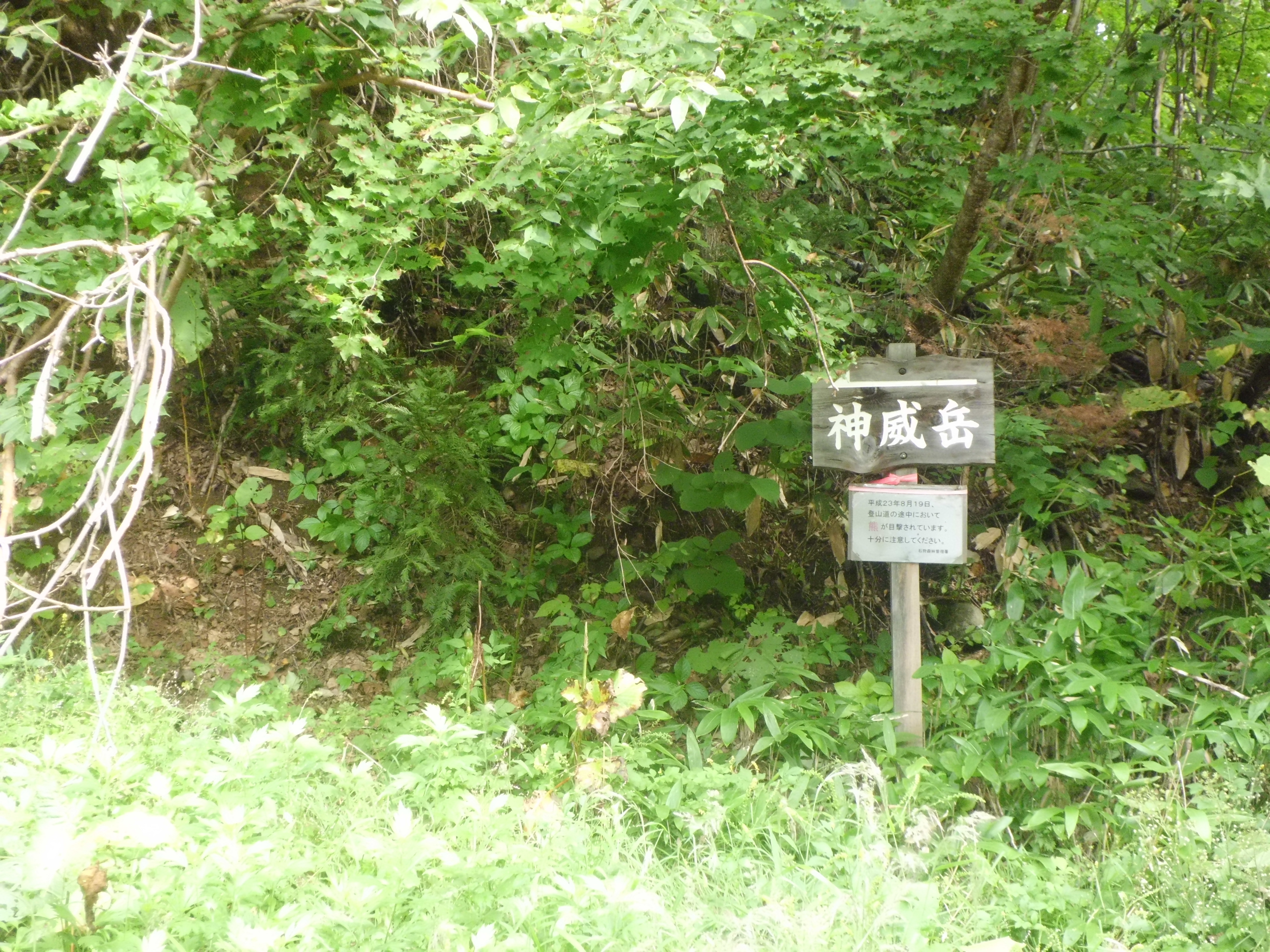
百松沢林道からの短絡路入り口
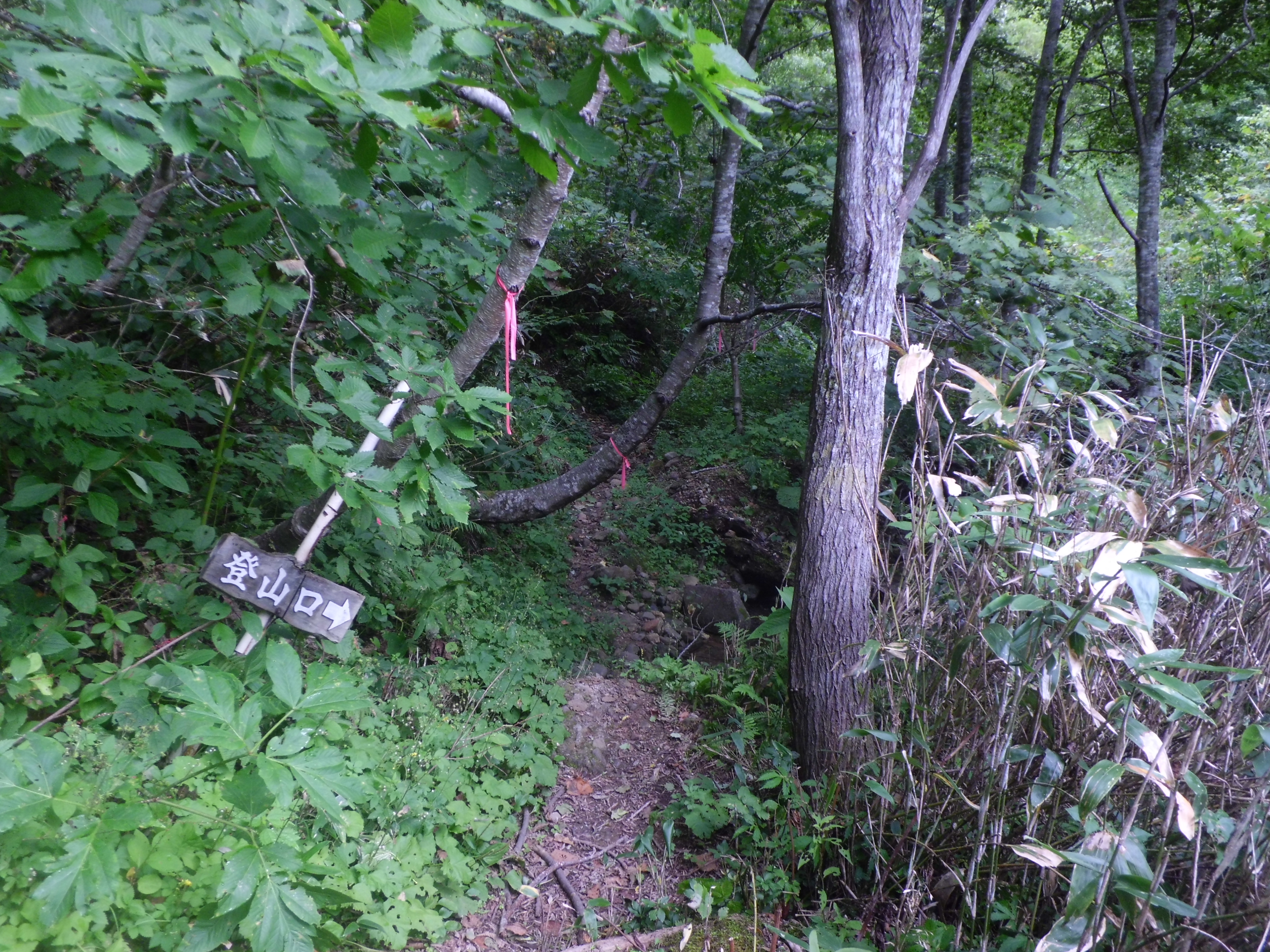
登山道入り口
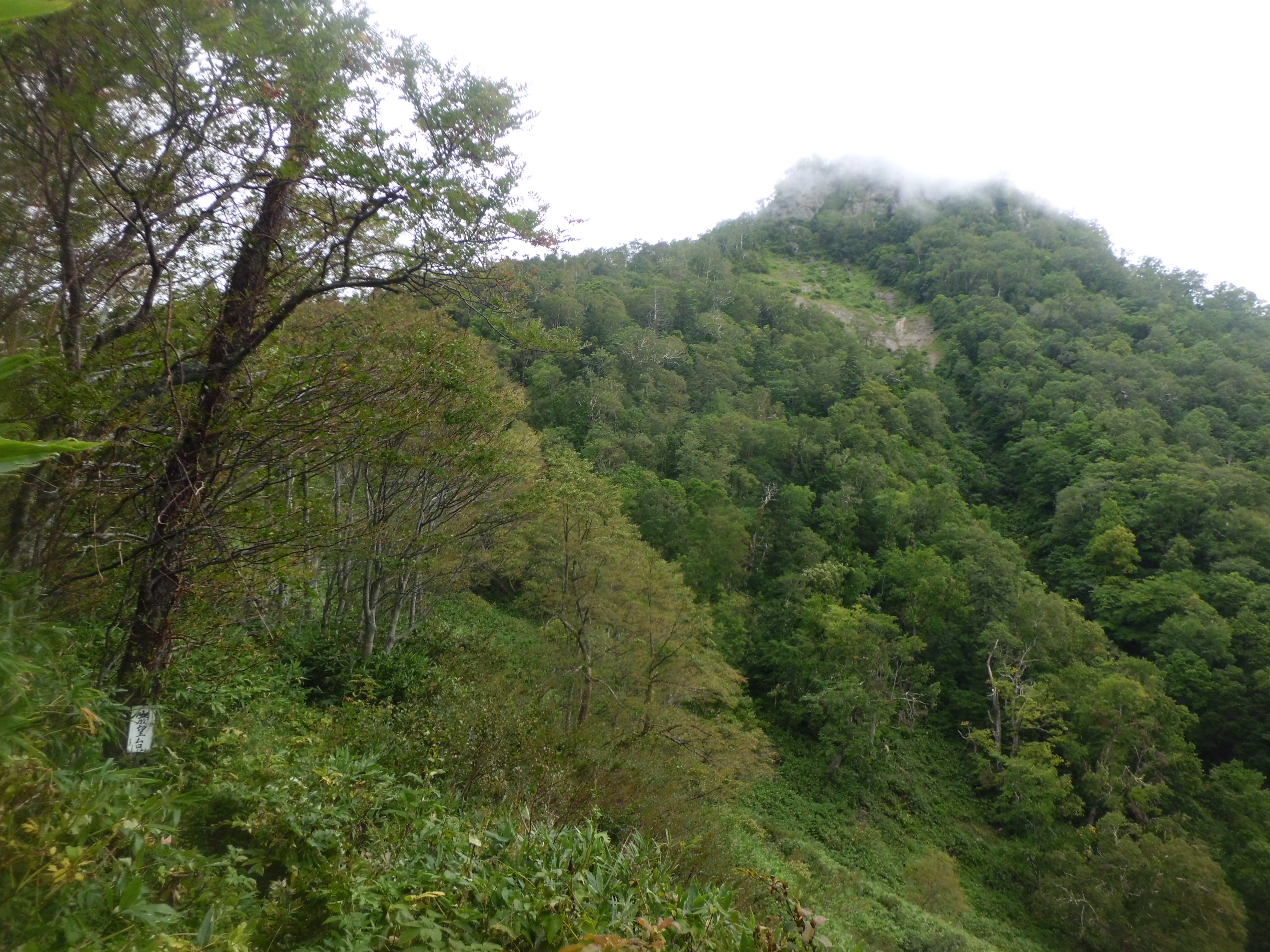
巌望台
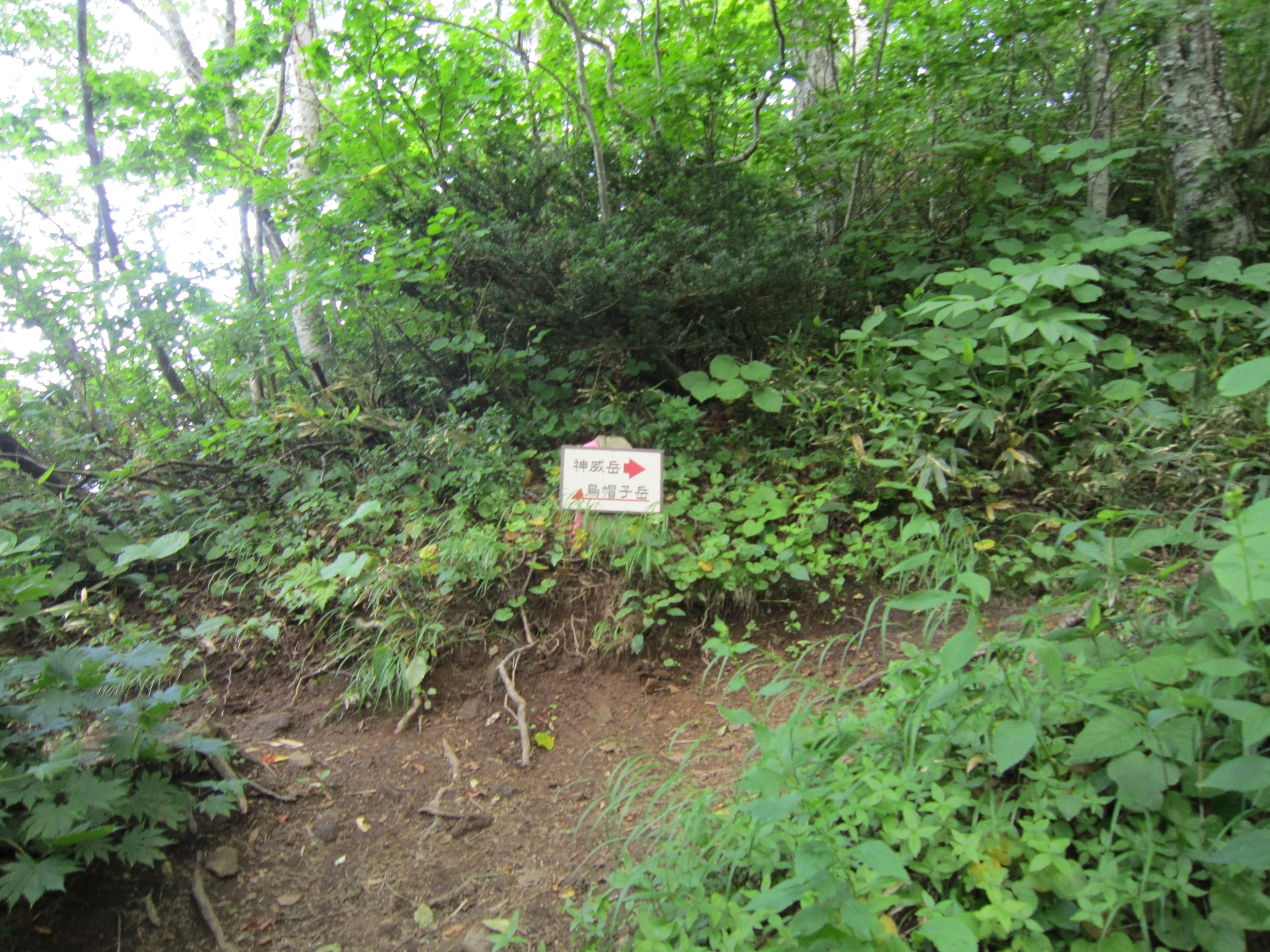
頂上直下にある烏帽子岳への分岐点
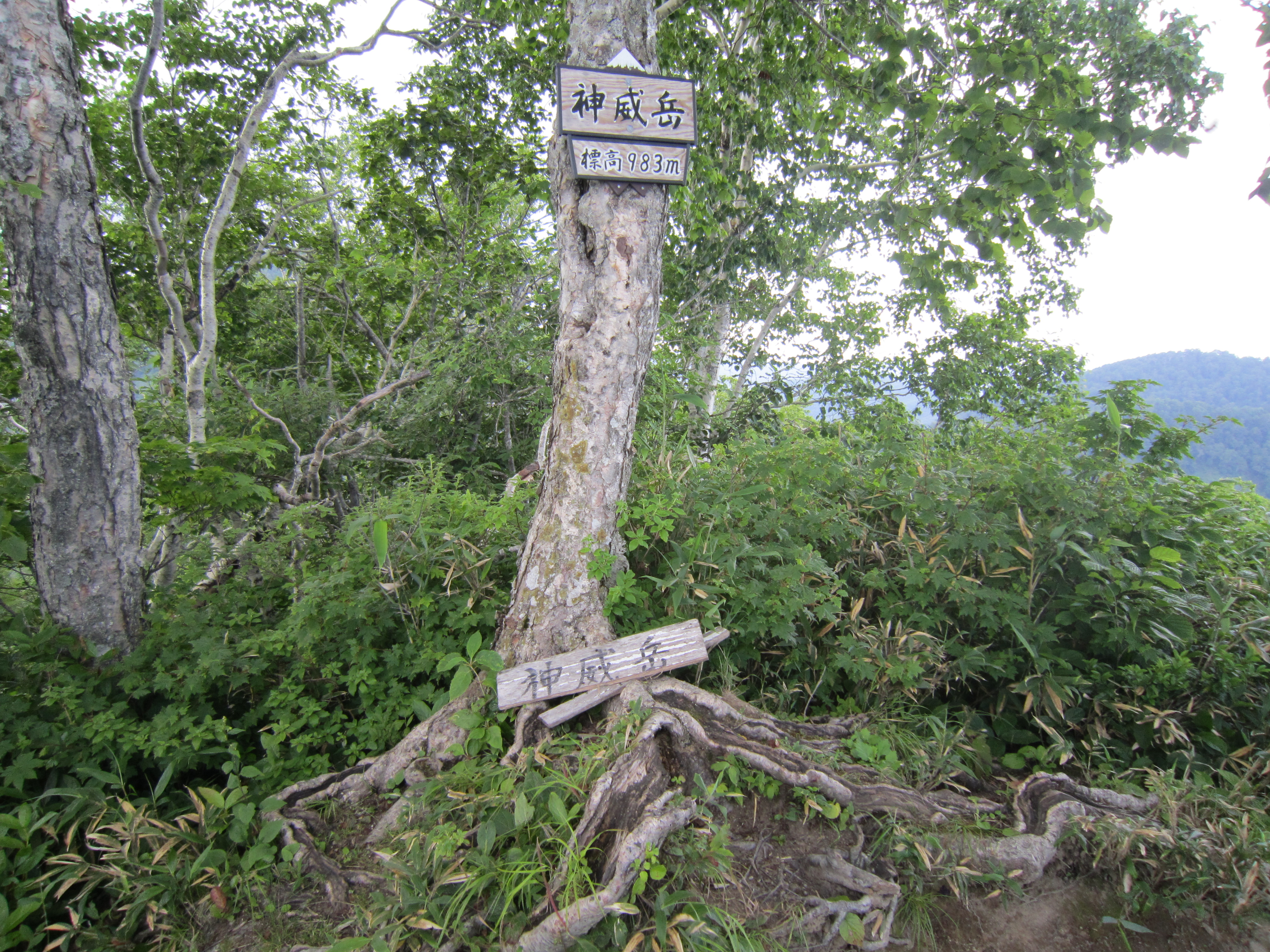
山頂